# Cani pattinatori
Cani pattinatori (Snow Time) è un cartone animato del 1930, incluso nella serie Aesop's Fables, rivisitazione delle favole di Esopo.

## Trama
Nel periodo natalizio le montagne innevate sono occupate da una flotta di cani pattinatori. Uno di loro sviene dal freddo; viene prontamente chiamato il cane da salvataggio, il quale fa bere al malcapitato tutto il brandy contenuto nella borraccia che porta al collo. Il cane a terra si riprende quasi immediatamente, e anzi sembra stare meglio di tutti. La folla attorno è smaniosa di assaggiare il liquore; al cane di salvataggio non resta che darsela a gambe.

## Distribuzione
Uscito negli Stati Uniti il 20 luglio 1930 distribuito dalla Pathé, stessa casa che lo distribuì in Italia nel febbraio del 1931.